# RGV FC Toros
El Rio Grande Valley FC fue un equipo de fútbol de los Estados Unidos que jugó en la USL Championship entre 2016 y 2023.

## Historia
Fue fundado en el año 2015 en la ciudad de Edinburg, Texas luego de que un año antes, los ejecutivos del Houston Dynamo de la MLS mostraron interés en adquirir una franquicia para la temporada 2016. Los propietarios del club son los mismos del Rio Grande Valley Vipers de la NBA Development League.
A consecuencia de lo anterior, el club tenía una relación híbrida con el Houston Dynamo de la MLS, haciendo al club de la MLS responsable de todas las decisiones del club vinculadas al aspecto deportivo, mientras que los propietarios del club se basan en los aspectos operativos.
Con la creación de la MLS Next Pro, en diciembre de 2020 el club se separó de su alianza con el Dynamo y se administra como un club independiente.
Años después, en diciembre de 2023 el club anunció el cese de sus operaciones tras ocho años de actividad en la USL.

## Clubes Afiliados
- Houston Dynamo (2014-2020).[5]